# Stade d'Issia
Le stade d'Issia est un stade de football de Côte d'Ivoire qui se situe dans la ville d'Issia. Le stade est actuellement en reconstruction et devrait faire l'objet d'une extension.
C'est le stade où joue l'Issia Wazy, club participant à la Coupe de la CAF 2008.